# Ti103
Ti103 – parowóz produkcji szwajcarskiej. Po pierwszej wojnie światowej 2 parowozy trafiły do kolei polskich. Po drugiej wojnie światowej polskie koleje nie eksploatowały tych parowozów.